# جائحة فيروس كورونا في جزر توركس وكايكوس
توثق هذه المقالة آثار جائحة فيروس كورونا 2019-2020 في إقليم جزر توركس وكايكوس البريطاني فيما وراء البحار، وقد لا تشمل جميع الاستجابات والإجراءات الرئيسية حتى الآن.

## خلفية
في 12 يناير 2020، أكدت منظمة الصحة العالمية (WHO) أن فيروس تاجي جديد كان سببًا لمرض تنفسي لمجموعة من الأشخاص في مدينة ووهان، مقاطعة خوبي، الصين، والذين كانوا قد لفتوا انتباه منظمة الصحة العالمية في البداية في 31 ديسمبر 2019. تم ربط هذه المجموعة في البداية بسوق هوانان للمأكولات البحرية بالجملة في مدينة ووهان. ومع ذلك، فإن بعض الحالات الأولى التي أظهرت نتائج مختبرية لا صلة لها بالسوق، فمصدر الوباء غير معروف.
على عكس السارس لعام 2003، كانت نسبة إماتة الحالات لـ كوفيد-19  أقل بكثير، لكن انتقال العدوى كان أكبر بكثير، مع إجمالي عدد القتلى. عادة ما يظهر كوفيد-19 في حوالي سبعة أيام بأعراض شبيهة بالإنفلونزا يُظهرها بعض الأشخاص حيث تتطور إلى أعراض الالتهاب الرئوي الفيروسي الذي يتطلب الدخول إلى المستشفى. اعتبارًا من 19 مارس، أصبح كوفيد-19 يُصنف على أنه «مرض معدي عالي الأثر».

## الجدول الزمني

### مارس 2020
في 23 مارس 2020، تأكدت الحالة الأولى في جزر تركس وكايكوس.
وفي 27 مارس 2020، أصدرت قوة شرطة جزر تركس وكايكوس الملكية إقامة إلزامية في المنزل وحظر التجول. وكان المخالفين للنظام عرضة للغرامات والسجن ومصادرة المركبات.

## التدابير الوقاية
أُغلقت جميع المدارس لمدة شهر.
سنت وزارة الصحة أيضًا المادة 18 من لوائح سلطات الطوارئ (كوفيد-19) لعام 2020 ، مما يجعل نشر أو إشاعة معلومات غير مؤكدة أو خاطئة حول الفيروس، سواء كان المصدر المباشر للمعلومات أم لا، جريمة يعاقب عليها القانون.